# Strzelecki Regional Reserve
Rezerwat Przyrody Strzeleckiego (ang. Strzelecki Regional Reserve) – rezerwat przyrody w obszarze Pustyni Strzeleckiego w północno-wschodniej części Australii Południowej, utworzony 19 grudnia 1991. Obejmuje obszar 814 203 hektarów.
Zachowane zostały w nim naturalne warunki Pustyni Strzeleckiego, włącznie ze strumieniem Strzelecki Creek w centrum rezerwatu, który odbiera nadmiar wody z Cooper Creek i jest głównym strumieniem zasilającym Lake Blanche (płytkie okresowe jezioro słodkowodne).
Tereny rezerwatu są głównie używane w celach konserwacji przyrody (zachowanie pierwotnego środowiska), turystyczno-rekreacyjnych oraz w celu poszukiwania i wydobycia ropy naftowej.